# Haplochromis petronius
Haplochromis petronius là một loài cá thuộc họ Cichlidae. Nó là loài đặc hữu của Uganda. Môi trường sống tự nhiên của chúng là hồ nước ngọt.